# 布羅克韋鎮區 (明尼蘇達州斯特恩斯縣)
布羅克韋鎮區（英語：Brockway Township）是位於美國明尼蘇達州斯特恩斯縣的一個行政鎮區。

## 歷史
布羅克韋鎮區於1858年成立。原名溫納貝戈鎮區（Winnebago Township），1860年改為現稱。現稱得名自當地的水泉。

## 地方資料
布羅克韋鎮區的面積為125.63平方千米，當中陸地面積為122.91平方千米，而水域面積為2.71平方千米。根據2020年美國人口普查的數據，當地共有人口2895人，而人口密度為每平方千米23.04人。